# Rudolf Heinrich Suttrop
Rudolf Heinrich Suttrop, född 17 juli 1911, död 28 maj 1946 i Landsberg am Lech, var en tysk SS-Obersturmführer och lägerfunktionär. 

## Biografi
År 1936 tjänstgjorde Suttrop i Sachsenburg. Året därpå, då nämnda läger stängdes, kommenderades han till Buchenwald. Vid andra världskrigets utbrott 1939 tillhörde han SS-Division Totenkopf och stred vid fronten.
Från september 1941 till den 15 maj 1942 var Suttrop adjutant åt lägerkommendanten i Gross-Rosen, Arthur Rödl. Från maj 1942 till maj 1944 var han adjutant åt lägerkommendanten i Dachau – i tur och ordning Alexander Piorkowski, Martin Weiss och Eduard Weiter. Han var där ansvarig för lägrets korrespondens, telekommunikation och fordonspark. Därutöver ansvarade han för kommendanturens kontor samt assisterade kommendanten i lägrets praktiska frågor. Därefter tjänstgjorde han som kommendanten Johannes Hassebroeks adjutant i Gross-Rosen.
Efter andra världskrigets slut greps Suttrop och ställdes inför rätta inom ramen för Dachaurättegångarna. Den 13 december 1945 dömdes han för medhjälp och delaktighet i förbrytelserna i KZ Dachau till döden genom hängning. Suttrop avrättades den 28 maj 1946.

### Webbkällor
- ”United States vs. Martin Gottfried Weiss et al.” (på engelska) ( PDF). http://www.jewishvirtuallibrary.org/jsource/Holocaust/dachautrial/d3.pdf. Läst 26 maj 2016.